# 梅迪奇內
48°15′15″N 36°13′0″E / 48.25417°N 36.21667°E
梅季奇涅（烏克蘭語：Медичне），是烏克蘭的村落，位於該國中部第聶伯羅彼得羅夫斯克州，由瓦西利基夫卡區負責管轄，處於恰普利納河左岸，2001年人口712。